# 케이던스 오브 하이랄
《케이던스 오브 하이랄》은 브레이스 유어셀프 게임스가 개발한 로그류 리듬 게임이다. 개발사의 전작 《크립트 오브 더 네크로댄서》의 스핀오프이자 닌텐도 사 《젤다의 전설》와의 크로스오버 게임으로, 2019년 6월 13일 닌텐도 스위치로 발매됐다. 일본에선 스파이크 춘소프트가, 그 외 지역에선 닌텐도가 배급했다.
대체적인 게임플레이 시스템은 《네크로댄서》와 마찬가지로 음악에 맞춰 타일을 오가며 적들을 물리치는 방식이나, 던전 탐험과 보조 아이템 등 《젤다의 전설》 시리즈의 액션 어드벤처 요소들이 섞여있다.

## 개발
2019년 3월 20일자 닌텐도 다이렉트의 '닌디' 코너에서 처음 발표됐고, 같은 해 6월 13일에 출시됐다.

## 참조
1. ↑  Cadence of Hyrule: Crypt of the NecroDancer featuring The Legend of Zelda, 케이던스 오브 하이랄: 크립트 오브 더 네크로댄서 feat. 젤다의 전설